# Tenodera australasiae
Tenodera australasiae är en bönsyrseart som beskrevs av Leach 1814. Tenodera australasiae ingår i släktet Tenodera och familjen Mantidae. Inga underarter finns listade i Catalogue of Life.

## Bildgalleri

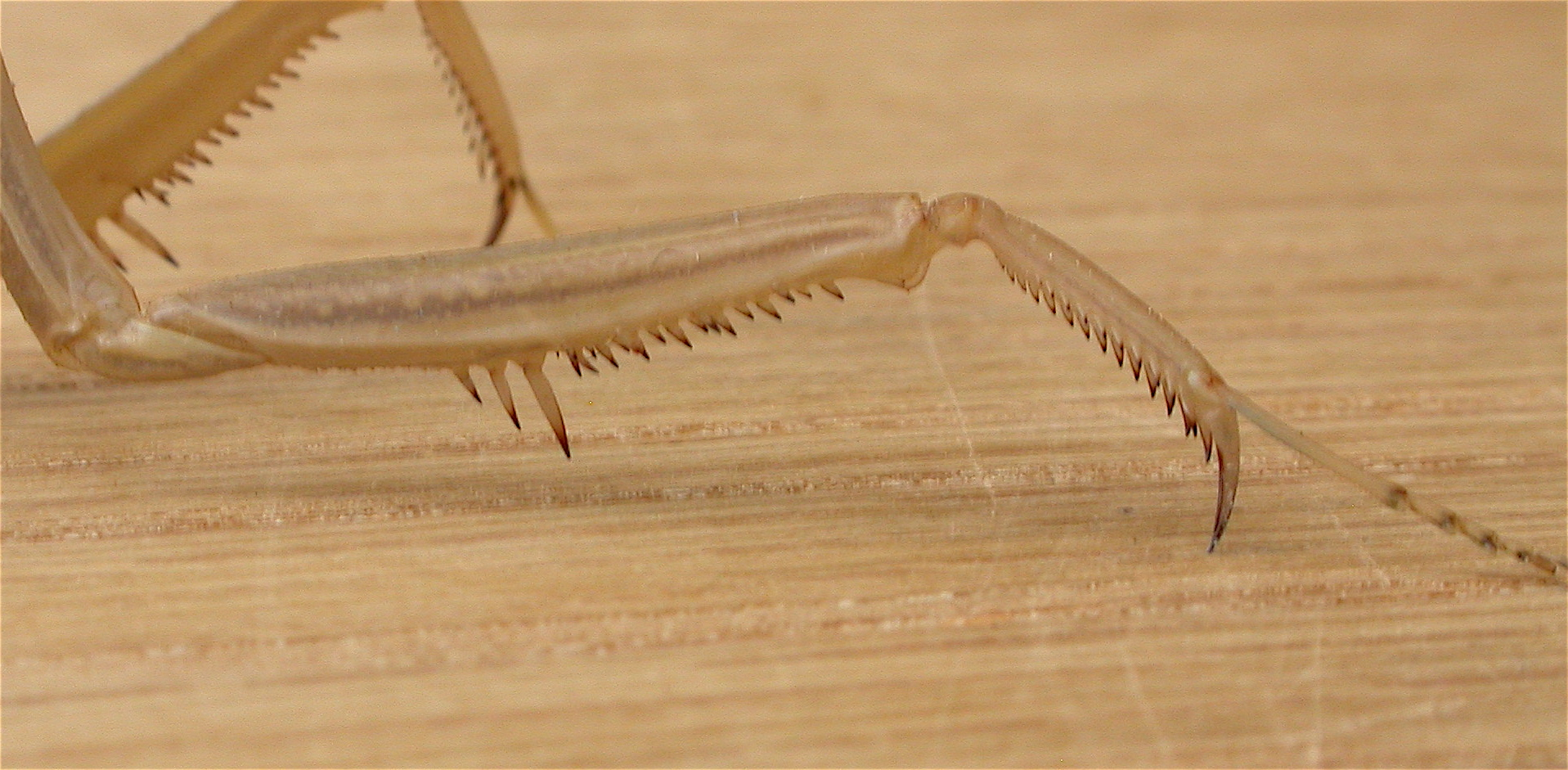
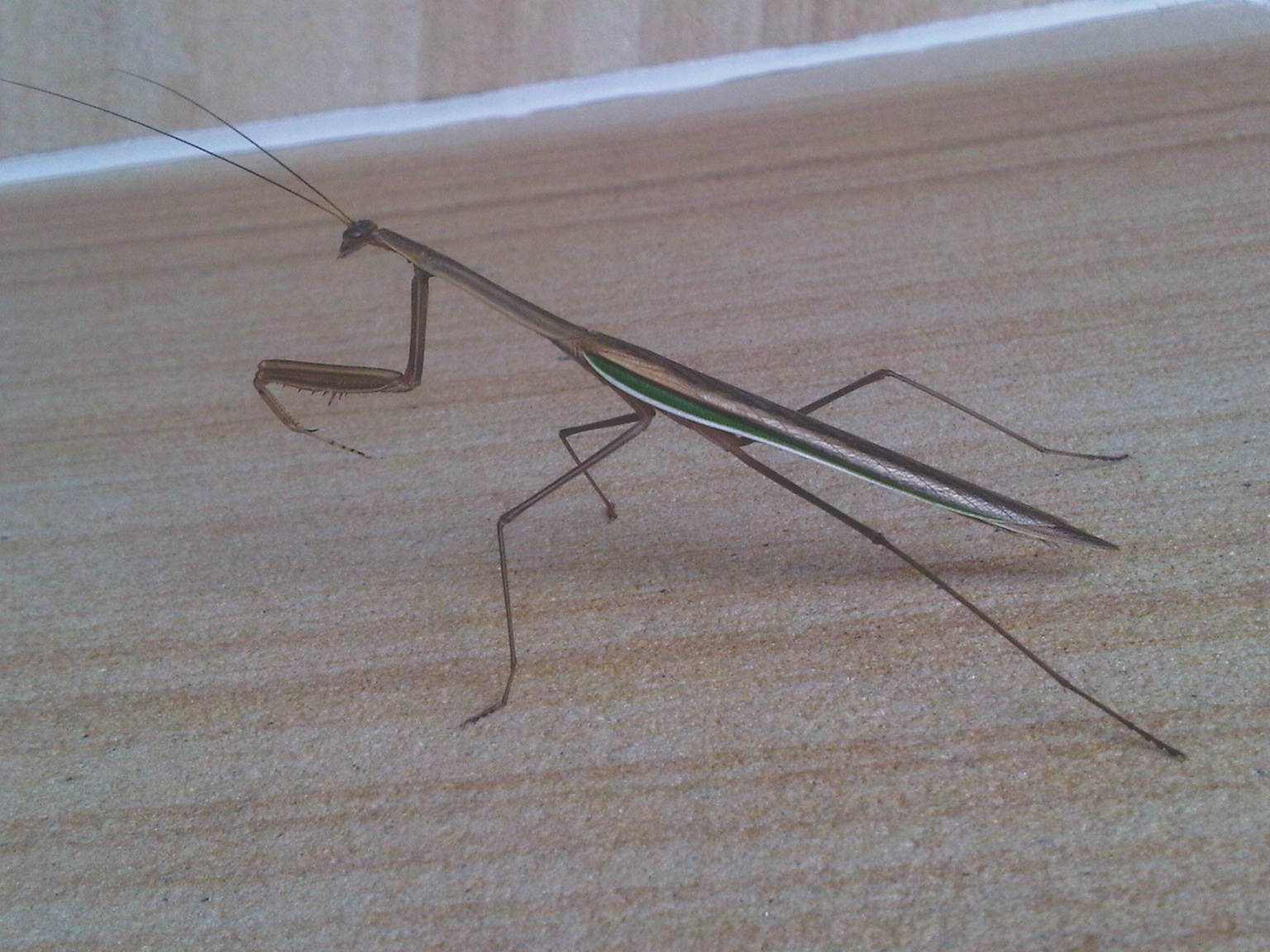
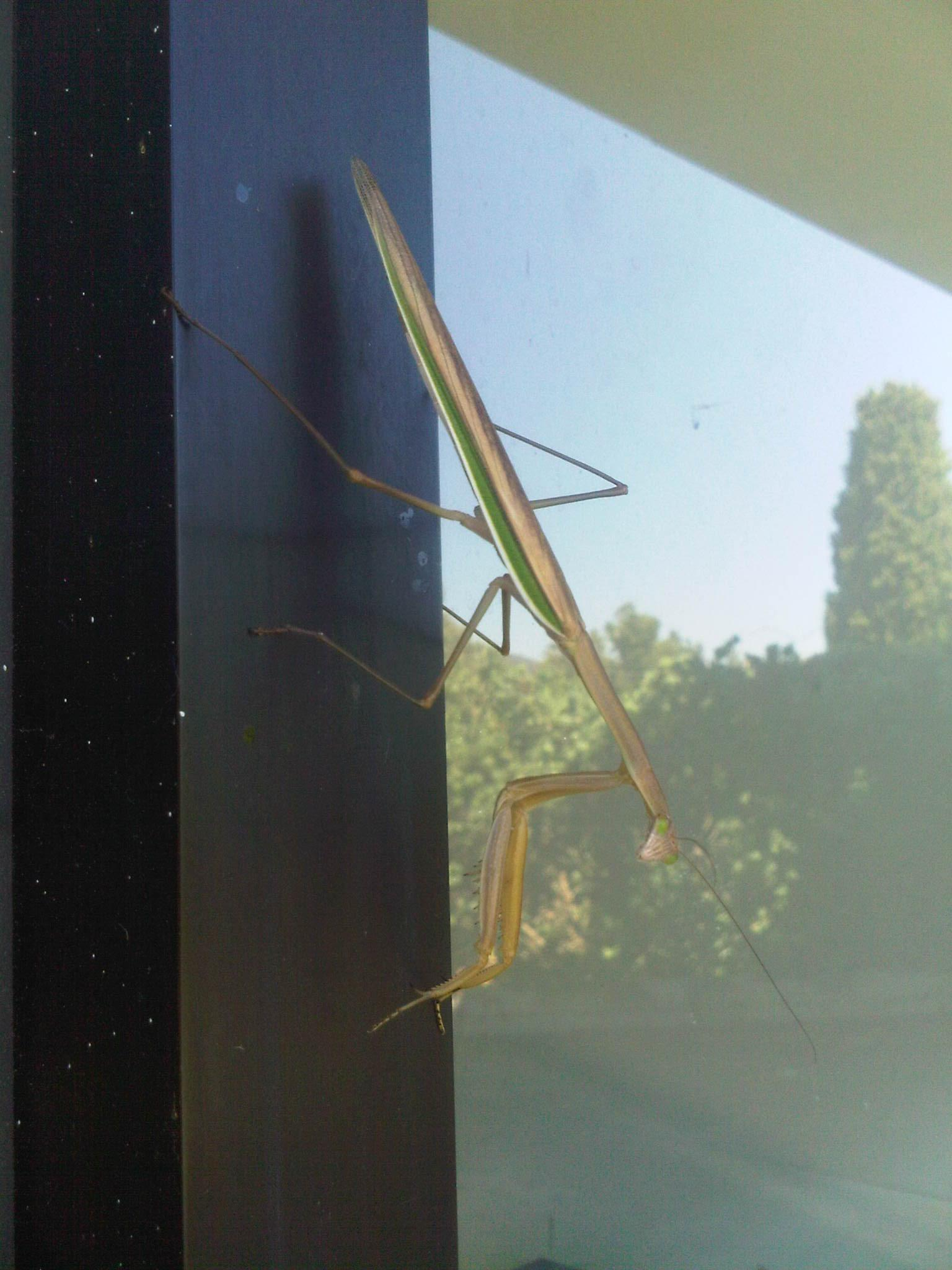